# 东海子遗址
东海子遗址，位于宁夏回族自治区固原市原州区、彭阳县，是中华人民共和国宁夏回族自治区文物保护单位之一。
2010年12月6日，授予宁夏回族自治区文物保护单位，是一座古遗址。